# Marche mondiale contre le travail des enfants
 (juin 2017).
En 1998 s'est déroulée la marche mondiale contre le travail des enfants. Cette marche avait été organisée par la South Asian Coalition on Child Servitude (SACCS), qui avait commencé à organiser de telles marches en Inde dès 1993 pour lutter contre le travail des enfants, par la dénonciation des conditions de travail des enfants. La SACCS ainsi que le Bonded Labour Liberation Front organisaient des sauvetages d'enfants dans les ateliers où ils étaient employés, les faisaient témoigner devant les médias, puis organisaient ces marches appelées yatras en Inde, afin de rendre leur action encore plus visible.
La marche mondiale s'est déroulée entre janvier et juin 1998, rassemblant des enfants travailleurs de divers pays, des militants adultes ainsi que des militants venant de pays occidentaux. Le but était d'attirer l'attention des médias, de témoigner de leurs conditions de vie, et de fédérer les différents acteurs du domaine (ONG, syndicats, associations...). Les participants ont traversé au total une centaine de pays pour arriver à Genève, où se tenait la conférence de l'Organisation internationale du travail.

## Sources
- Bénédicte Manier, Le Travail des enfants dans le monde, La Découverte, 2005  (ISBN 2707130265), p. 101.
- Description sur Globenet.